# Martin Heide
Martin Heide (* um 1954) ist ein deutscher Segelflieger und ehemaliger Konstrukteur von Segelflugzeugen der Firma Alexander Schleicher GmbH & Co. Die von ihm konstruierten Maschinen tragen die Typenbezeichnung „ASH“.

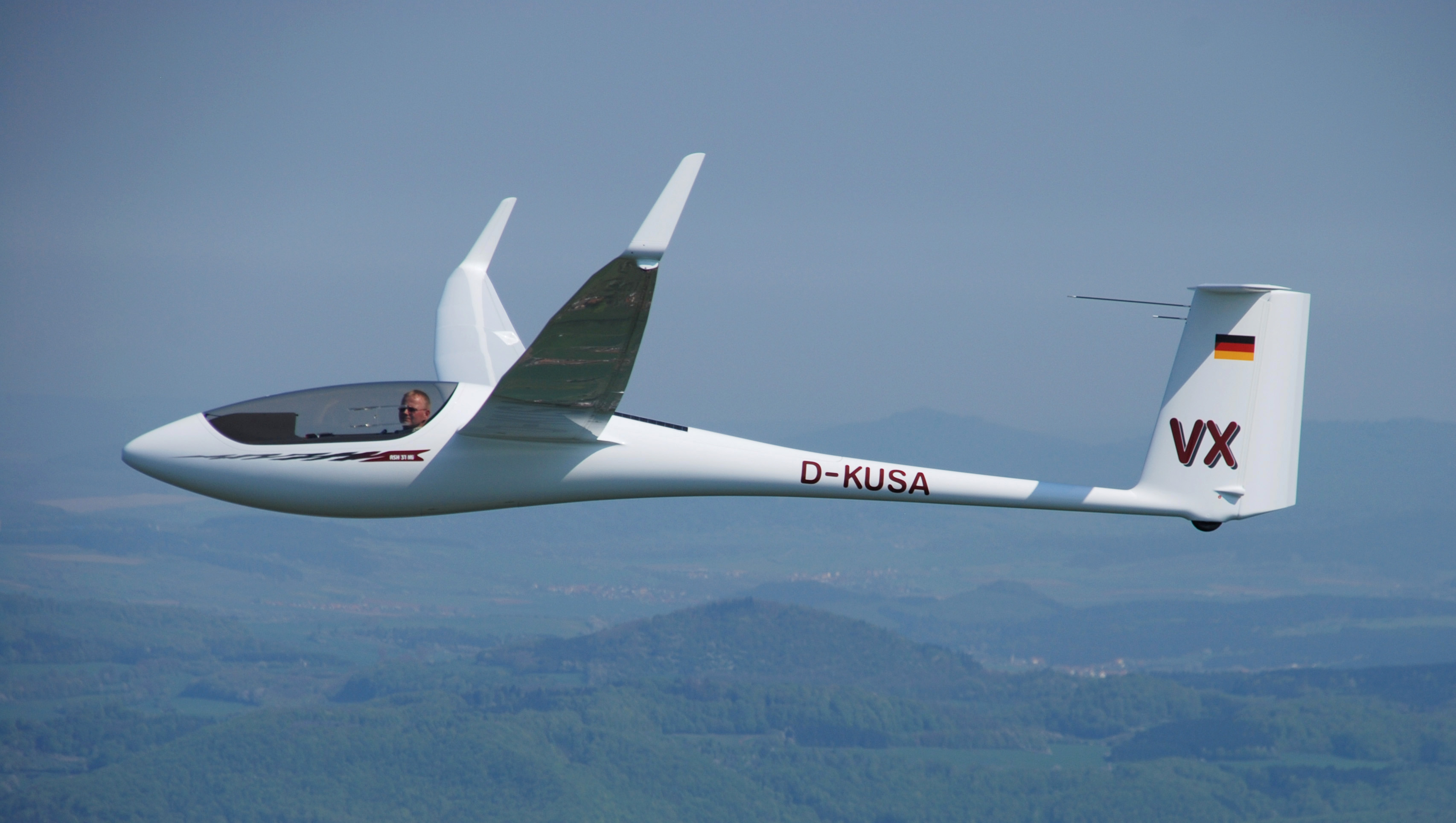
ASH 31 Mi während des Erstfluges

## Ausbildung und Beruf
Heide studierte Flugzeugbau an der Universität Stuttgart und war während seines Studiums Mitglied der Akaflieg Stuttgart und ein Jahr lang Präsident der Idaflieg. Seine Diplomarbeit fertigte er über die Flugerprobung der Schleicher ASW 22 an.
Im Jahr 1981 konnte Heide in das Konstruktionsbüro der Firma Alexander Schleicher in Poppenhausen eintreten. Dort arbeitete er noch vier Jahre mit Rudolf Kaiser und insgesamt 22 Jahre mit Gerhard Waibel zusammen. Heides erste Konstruktion war der Doppelsitzer AS 22-2. Die sogenannte „Superorchidee“ entstand aus dem Rumpfvorderteil der Stuttgarter fs 31 und dem Leitwerk und 24-Meter-Flügel der ASW 22. Der Erstflug fand am 20. September 1984 auf der Wasserkuppe statt. Dieses Einzelstück entwickelte Heide zur doppelsitzigen ASH 25 mit 25 Meter Spannweite weiter. Das Flugzeug der Offenen Klasse hatte am 11. Mai 1986 seinen Erstflug und wurde in 266 Exemplaren in verschiedenen Varianten gebaut. Hans-Werner Grosse und Steve Fossett flogen mit diesem Typ 16 bzw. 11 Weltrekorde, dazu gehörte ein Segelflug über 2000 Kilometer. Es war im Mai 2018 das weltweit meistgebaute Flugzeug dieser Klasse.
Heides nächster Entwurf war der eigenstartfähige Motorsegler ASH 26 E mit Klapptriebwerk. Er hatte 1993 seinen Erstflug und zeichnet sich durch einen Einscheiben-Wankelmotor aus, der im Rumpf verbleibt und den Propeller über einen Zahnriemen antreibt. Nachfolger der ASH 25 wurde die eigenstartfähige ASH 30 Mi, die am 7. April 2011 ihren Erstflug absolvierte. Wie auch der Einsitzer
ASH 31 Mi (mit 18 oder 21 Meter Spannweite, Erstflug am 21. April 2009) haben sie Klapptriebwerke nach der gleichen Bauart, wie die ASH 26 E. Der Rumpf der ASH 30 fand auch geringfügig verkürzt Verwendung bei der ASG 32.
Neben Entwicklung und Forschungen im Bereich der Cockpitsicherheit und des Faser-Kunststoff-Verbunds war Heide auch bei der Musterbetreuung der Entwürfe seiner Vorgänger Kaiser und Waibel tätig. Ehrenamtlich gibt er seine Kenntnisse auf Konstruktionsseminaren der Idaflieg an Nachwuchskonstrukteure der Akafliegs weiter.
Im Mai 2018 ging Martin Heide in den Ruhestand. Privat fliegt er eine ASH 26 E.